# Premio Maria e Eric Muhlmann
Il premio Maria e Eric Muhlmann, o più semplicemente premio Muhlmann (in inglese Maria and Eric Muhlmann Award o Muhlmann Award) è uno dei sette premi assegnati dalla Società astronomica del Pacifico inerenti ai servizi resi all'astronomia o all'insegnamento di questa scienza.
Il premio, istituito nel 1995, vuole essere un riconoscimento per lo sviluppo degli strumenti e le infrastrutture di osservazione. È stato conferito annualmente fino al 2019.

## Albo dei vincitori
- 1995 - Steven S. Vogt
- 1996 - Robert Tull
- 1997 - R. Edward Nather
- 1998 - Samuel C. Barden
- 1999 - Barry Lasker
- 2000 - Peter B. Stetson
- 2001 - Keith Taylor
- 2002 - François Roddier
- 2003 - Rodger Thompson e il team della NICMOS del telescopio spaziale Hubble
- 2004 - John H. Lacy
- 2005 - Robert Lupton
- 2006 - Michael Skrutskie e il team del 2MASS
- 2007 - Harold A. McAlister e il CHARA Array
- 2008 - Joss Bland-Hawthorn, Karl Glazebrook e Jean-Charles Cuillandre
- 2009 - il team dello Swift Gamma Ray Burst Explorer
- 2010 - il team del telescopio spaziale Spitzer
- 2011 - Gaspar Bakos
- 2012 - la missione Kepler
- 2013 - non assegnato
- 2014 - Harland Epps
- 2015 - Stephen A. Shectman
- 2016 - Ian McLean e Charles Steidel
- 2017 - John Wilson
- 2018 - Pieter van Dokkum
- 2019 - Mark J. Reid